# Argynnis ella
Argynnis ella är en fjärilsart som beskrevs av Bremer 1864. Argynnis ella ingår i släktet Argynnis och familjen praktfjärilar. Inga underarter finns listade i Catalogue of Life.